# Globally Embargoed Countries
Globally Embargoed Countries (GEC) zijn landen waarvoor volgens de regels van de Verenigde Staten beperkingen gelden voor de export van goederen naar deze landen.
De exportregels van de Verenigde Staten (VS) verbieden het invoeren van goederen waar Amerikaanse componenten of intellectueel eigendom in zitten in landen die onder embargo staan. De lijst met landen waar deze beperkingen voor gelden is niet altijd hetzelfde. Op dit moment staan er landen op als Iran, Soedan en Noord-Korea. Ook software (waaronder veel opensourcesoftware) mag niet naar deze landen worden uitgevoerd of door deze landen worden gedownload, tenzij deze voldoet aan de daarvoor opgestelde eisen. Vaak zijn daarvoor aanpassingen aan de software nodig.
Bedrijven die aan deze Amerikaanse exportregels willen voldoen moeten zeer zorgvuldig te werk gaan. Schenden van deze regels zorgt ervoor dat een bedrijf op een zwarte lijst wordt geplaatst. Voor bedrijven die zaken doen in de VS of aan de Amerikaanse beurs zijn genoteerd kan dit ernstige gevolgen hebben, zoals boetes, gevangenisstraf of uitsluiting van de Amerikaanse markt.
Amerikaanse staatsburgers waar ook ter wereld mogen niet betrokken worden bij projecten voor of export naar landen die onder embargo staan. Ook niet-staatsburgers die in de VS zijn, mogen tijdens hun verblijf daar niet bij deze projecten betrokken worden.  
Het Office of Foreign Assets Control (OFAC) van de VS kan goedkeuring geven om goederen te exporteren die voldoen aan de wet- en regelgeving.
Tevens heeft Amerika hier veel voordeel aan omdat leveranciers die desbetreffende producten dan al aan de eisen van de Amerikaanse wetgeving voldoen. Hierdoor zijn er minder kosten voor Amerika.